# Ніагара АйсДогс
«Ніагара АйсДогс» (англ. Niagara IceDogs) — канадійський молодіжний хокейний клуб, що представляє місто Сент-Кетерінс, провінція Онтаріо. Команда виступає у центральному дивізіоні східної конференції хокейної ліги Онтаріо. Домашнім майданчиком «льодових псів» є Меридіан-центр, котрий здатен вмістити трохи більше 3 тисяч глядачів.

## Історія
Клуб з назвою «Айсдогс» був заснований у місті Міссісага у 1998 році. У 2007-му команда, зберігши назву, переїхала у Сент-Катарінс, де виступає і донині.

## Результати по сезонах
Скорочення: І = Ігри, В = Виграші, ПО = Поразки не в основний час гри, П = Поразки, ГЗ = Голів забито, ГП = Голів пропущено, О = Очки
| Сезон     | Ліга | І  | В  | ПО | П  | ГЗ  | ГП  | О  | Місце     | Плей-оф                            |
| 2007-2008 | ОХЛ  | 68 | 42 | 1  | 25 | 272 | 222 | 85 | 7-е з 20  | Програш у півфіналі конференції    |
| 2008-2009 | ОХЛ  | 68 | 26 | 11 | 31 | 213 | 264 | 63 | 13-е з 20 | Програш у півфіналі конференції    |
| 2009-2010 | ОХЛ  | 68 | 26 | 8  | 34 | 191 | 233 | 60 | 16-е з 20 | Програш в чвертьфіналі конференції |
| 2010-2011 | ОХЛ  | 68 | 45 | 6  | 17 | 273 | 197 | 96 | 3-е з 20  | Програш у фіналі конференції       |
| 2011-2012 | ОХЛ  | 68 | 47 | 3  | 18 | 291 | 169 | 97 | 3-е з 20  | Програш у фіналі                   |
| 2012-2013 | ОХЛ  | 68 | 30 | 4  | 34 | 227 | 250 | 64 | 14-е з 20 | Програш в чвертьфіналі конференції |
| 2013-2014 | ОХЛ  | 68 | 24 | 9  | 35 | 223 | 284 | 57 | 15-е з 20 | Програш в чвертьфіналі конференції |

## Найкращі бомбардири
| Найбільша кількість: |        |                 |       |                      |                      |                 |      |                 |                 |
| Матчів               | Матчів | Голів           | Голів | Результативних пасів | Результативних пасів | Очок            | Очок | Штрафних хвилин | Штрафних хвилин |
| -------------------- | ------ | --------------- | ----- | -------------------- | -------------------- | --------------- | ---- | --------------- | --------------- |
| Ендрю Агоццино       | 318    | Ендрю Агоццино  | 159   | Райан Строум         | 181                  | Ендрю Агоццино  | 306  | Алекс Фрізен    | 381             |
| Алекс Фрізен         | 292    | Фредді Гемілтон | 108   | Алекс Фрізен         | 153                  | Райан Строум    | 281  | Ендрю Агоццино  | 370             |
| Шейн Ровер           | 259    | Раян Строум     | 100   | Дагі Гамільтон       | 147                  | Фредді Гемілтон | 252  | Кріс Десоуза    | 265             |
| Фредді Гемілтон      | 258    | Алекс Фрізен    | 91    | Ендрю Агоццино       | 147                  | Алекс Фрізен    | 244  | Реджі Тракітто  | 258             |
| Ділан Макічерн       | 238    | Стівен Шиплі    | 72    | Фредді Гемілтон      | 144                  | Дуґі Гемілтон   | 187  | Ендрю Шоу       | 226             |

## Найвідоміші хокеїсти
- Алекс П'єтранджело
- Ендрю Шоу
- Раян Строум
- Дагі Гамільтон
- Лука Капуті